# Иван Пеев (музикален педагог)
 Тази статия е за музикалния педагог.  За композитора вижте Иван Пеев (музикант).  
Иван Иванов Пеев е български музикален педагог, професор в Българската държавна консерватория.

## Биография
Роден е на 21 декември 1907 г. в Горна Оряховица. Завършва Държавната музикална академия в София през 1932 г. До 1947 г. учителства последователно в София, Дупница и Горна Оряховица. През 1945 г. преподава цигулка и солфеж в Държавното музикално училище – Пловдив. От 1947 г. е преподавател, от 1950 г. – доцент, а от 1963 г. – професор по солфеж в Консерваторията. Междувременно ръководи хора при Пловдивското певческо дружество и художествения колектив „Лиляна Димитрова“ при ЦК на ДСНМ (1947 – 1951).
Първоначално Иван Пеев прилага системата за музикално ограмотяване „Стълбицата“ на Борис Тричков. По-късно заедно с Асен Диамандиев оформя система за обучение по солфеж. Автор е на сборници със солфежи и музикални диктовки и на цикъл учебници по солфеж за Детските музикални школи (ч.I-VIII).
Награден е с орден „Кирил и Методий“ I степен през 1962 г.